# Boxberger-Neumann-Denkmal

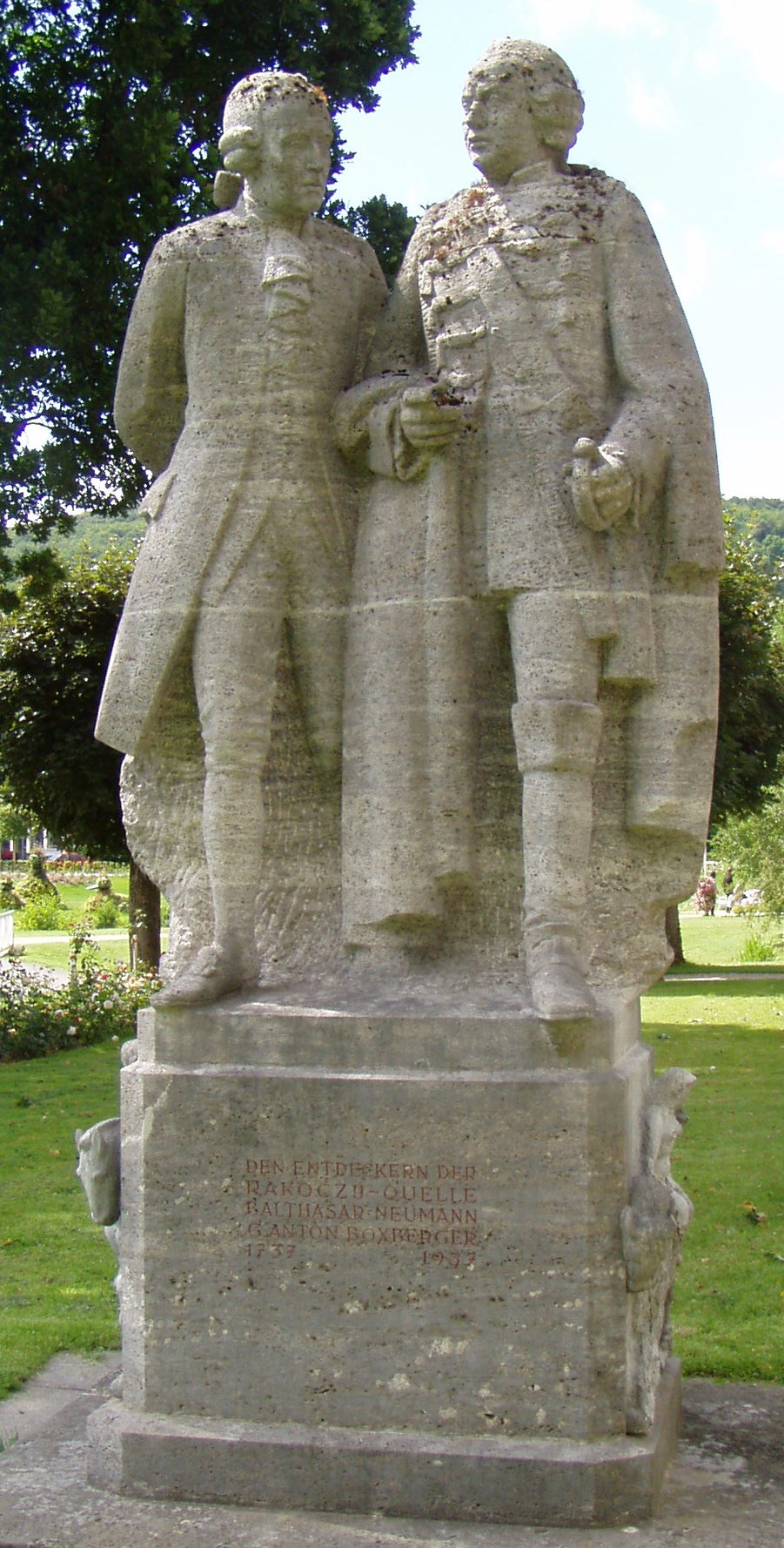
Das Boxberger-Neumann-Denkmal

Das Boxberger-Neumann-Denkmal befindet sich im Rosengarten in Bad Kissingen, der Großen Kreisstadt des unterfränkischen Landkreises Bad Kissingen. Es gehört zu den Bad Kissinger Baudenkmälern und ist unter der Nummer D-6-72-114-270 in der Bayerischen Denkmalliste registriert.

## Geschichte
Im Jahr 1938 schuf der aus Albertshausen (heute Stadtteil von Bad Kissingen) stammende Bildhauer Fried Heuler eine von der Familie Kraft vom Haus Boxberger gestiftete Kalkstein-Statue mit einer Darstellung des Kissinger Apothekers Georg Anton Boxberger und des Würzburger Baumeisters Balthasar Neumann. 200 Jahre zuvor hatten Boxberger und Neumann bei einer Verlegung des Saale-Verlaufes die Kissinger Heilquellen Rakoczy und Pandur entdeckt.
Da Heulers Kriegerdenkmäler im Rahmen des Ersten Weltkrieges nicht in das Weltbild der Nationalsozialisten passten und Heuler daher mit einem eingeschränkten Berufsverbot belegt wurde, konnte er für das Neumann-Boxberger-Denkmal lediglich das Gipsmodell anfertigen; die tatsächliche Ausführung wurde dem Bad Kissinger Bildhauer Ludwig Metz übertragen. Die Statue befand sich ursprünglich in der Mitte des Rosengartens und wurde später seitlich zur Balthasar-Neumann-Promenade zu versetzt.
Heimatforscher Edi Hahn zufolge ist diese Statue das einzige Denkmal für Balthasar Neumann; auch in dessen Heimatstadt Eger gebe es kein Denkmal für den Baumeister.